# Fibronektin
Fibronektin je glikoprotein ekstracelularnog matriksa visoke molekulske težine koji se vezuje za proteinske receptore integrine koji premoštavaju membrane. Pored integrina, fibronektin se isto vezuje za komponente ekstracelularnog matriksa kao što su kolagen, fibrin i heparan sulfate proteoglukani (e.g. sindekani). Fibronektin protein je kodiran jednim genom, ali alternativno splajsovanje njegove pre-iRNK dovodi do kreiranja nekoliko proteinskih izoformi.
Dve vrste fibronektina su prisutne u kičmenjacima:
- rastvorljivi plazma fibronektin (ranije poznat kao hladno-nerastvorljivi globulin, ili Clg) je jedna od glavnih proteinskih komponenti krvne plazme (300 μg/ml). On se još proizvodi u jetri i u hepatocitima.
- nerastvorljivi ćelijski fibronektin je značajna komponenta ekstracelularnog matriksa. Ona se izlučuje is različitih ćelija, a primarno iz fibroblasta, kao rastvorljivi dimer, i potom se sakuplja kao nerastvorni ekstracelularni matriks u kompleksnom ćelijski-posredovanim procesu.

Fibronektin igra važnu ulogu u ćelijskoj adheziji, migraciji, i diferencijaciji. On je važan u procesima zarastanja rana i embrionskog razvoja. Nepravilno ekspresija, degeneracija, i organizacija fibronektin gena su bili povezani sa brojnim patološkim okolnostima, uključujući rak i fibrozu.

## Struktura
Fibronektin postoji kao dimer, koji se sastoji od dva skoro identična monomera povezanih parom disulfidnih veza. Svaki fibronektinski monomer ima molekulsku težinu od 230-250 kDa, i sadrži tri tipa proteinskih modula: tip I, II, i III. Sva tri modula se sastoje of dve antiparalelne β-ploče; međutim, tip I i tip II su stabilizovani intra-lančanim disulfidnim mostovima, dok tip III modul ne sadrži disulfidne mostove. Odsustvo disulfidnih intra-lanaca u tipu III modulima dozvoljava im da se delimično razviju pod uticajem sile.
Tri regiona promenljivog RNK sjedinjavanja se javljaju duž fibronektin monomera. Jedan ili oba "ekstra" tipa III modula (EIIIA i EIIIB) mogu biti prisutna u ćelijskom fibronektinu, ali oni nisu nikad prisutni u fibronektinu iz krvne plazme. Promenljivi V-region postoji između III14-15 (14tog i 15tog tipa III modula). V-region strukture je različit of tipa I, II, i III modula, a njegovo prisustvo i dužina mogu varirati. V-region sadrži vezujuće mesto za α4β1 integrine. Ono je prisutno u većini ćelijskih fibronektina, ali samo jedna of dve pod-jedinice fibronektin dimera plazme sadrži V-region sekvencu.
Moduli su aranžirani u nekoliko funkcionalnih i protein-vezujućih domena duž fibronektin monomera. Postoje četiri fibronektin-vezujuća domena, što dozvoljava fibronektinu da se asocira sa drugim fibronektin molekulima. Jedan of tih fibronektin-vezujućih domena, I1-5, se naziva "saborni domen", i on je neophodan za inicijaciju fibronektin matriks konstrukcije. Moduli III9-10 su "ćelijski vezujući domeni" fibronektina. RGD sekvenca (Arg-Gly-Asp) je locirana III10 i one je mesto ćelijskog pripajanja putem αVβ1 i αVβ3 integrina na ćelijskoj površini. "Mesto sjedinjavanja" je na III9 i ima ulogu u modulaciji fibronektinove asocijacije sa αVβ1 integrinima. Fibronektin isto sadrži domene za fibrin-vezivanje (I1-5, I10-12), kolagen-vezivanje (I6-9), fibulin-1-vezivanje (III13-14), i sindekan-vezivanje (III12-14).

## Funkcija
Fibronektin ima brojne funkcije koje osiguravaju normalno funkcionisanje kičmenjačkih organizama. On je posreduje ćelijsku adheziju, rast, migraciju i diferencijaciju. Ćelijski fibronektin je konstruisan u ekstra-ćelijskom matriksu, jednoj nerastvornoj mreži koja odvaja i podržava organe i tkiva organizma.
Fibronektin igra presudnu ulogu u lečenju rana. Zajedno sa fibrinom, plazma fibronektin se deponuje na mestu povrede, formirajući krvnu grudvu koja zaustavlja krvarenje i zaštićuje potporno tkivo. Dok se popravka tkiva nastavlja, fibroblasti i makrofage počinju da preuređuju površinu, degradirajući proteine koji formiraju privremeni matriks krvne grudve i zamenjujući ih sa matriksom koji više podseća normalnom okružujećem tkivu. Fibroblasti izlučuju proteaze, uključujući matriks metaloproteaze, koje svaruju fibronektin is plazme, i potom fibroblasti izlučuju ćelijski fibronektin i sklapaju ga u nerastvorni matriks. Fragmentacija fibronektina proteazama je bila predložena da promoviše kontrakciju rane, što je kritičan korak u zarastanju rane. Fragmentacija fibronektina isto tako izlaže njegov V-region, koji sadrži mesto za vezivanje α4β1 integrina. Ti fragmenti fibronektina se veruje da uvećavaju vezivanje ćelija koje izražavaju α4β1 integrin, što im dozvoljava da se priljube i kontraktuju okružujući matriks.
Fibronektin je neophodan za embriogenezu, i inaktiviranje gena fibronektina uzrokuje ranu embrionsku letalnost. Fibronektin je važan u upravljanju ćelijskom adhezijom i migracijom u toku embrionskog razvoja. U razvoju sisara, odsustvo fibronektina dovodi do defekata mezoderma, i nervne cevi, i vaskularnog razvoja.
Fibronektin se isto nalazi u normalnoj ljudskog pljuvački, što pomaže sprečavanju kolonizacije usne šupljine i grla potencijalno patogenim bakterijama.

## Matriks konstrukcija
Ćelijski fibronektin formira nerastvorni fibrilarni matriks u kompleksnom ćelijski-posedovanom procesu. Formiranje fibronektin matriksa počinje kad se rastvorljivi, kompaktni fibronektin dimeri izluče is ćelija, obično fibroblasta. Ti rastvorljivi dimeri se vežu za α5β1 integrin receptore na ćelijskoj površini i pomažu u grupisanju integrina. Lokalna koncentracija integrin-vezanog fibronektina se povećava, dozvoljavajući vezanim fibronektin molekulima da lakše uzajamno deluju. U daljem progresu formiranja fibronektina, rastvorljivi filamenti se pretvaraju u veće nerastvorne filamente koji sačinjavaju ekstra ćelijski matriks.
Promena fibronektina od rastvorne u nerastvorne filamente se odvija kad su prikrivena fibronektin-vezujuća mesta izložena duž vezanih fibronektin molekula. Veruje se da ćelije rastežu fibronektin povlačenjem njihovih fibronektin-vezanih integrin receptorima. Ta sila delimično razvija fibronektin ligand, otkrivajući skrivena fibronektin-vezujuća mesta i dozvoljavajući obližnjim fibronektin molekulima da se vežu. Ta fibronektin-fibronektin interakcija omogućava rastvorljivom, ćelijski-asociranim filamentima da se granaju i stabilizuju u nerastvorni fibronektin matriks.

## Uloga u raku
Nekoliko morfoloških promena primećenih u tumorima i tumor-izvedenim ćelijskim linijama je pripisano smanjenoj fibronektin ekspresiji, povećanoj fibronektin degradaciji, i smanjenoj ekspresiji fibronektin-vezujućeg receptora, kao što su α5β1 integrini. Fibronektin je impliciran u razvoju karcinoma. U karcinomu plućima, fibronektin ekspresija je povećana, posebno u plućnom karcinomu ne-malih ćelija.

## Interakcije
Pokazano je da fibronektin stupa u interakcije sa kolagenom, tip VII, alfa 1, TRIB3, lipoproteinom (a), Tenascin C, CD44 i IGFBP3.

## Dodatni izvori
- ffrench-Constant C (1996). „Alternative splicing of fibronectin--many different proteins but few different functions.”. Exp. Cell Res. 221 (2): 261—71. PMID 7493623. doi:10.1006/excr.1995.1374.
- Snásel J, Pichová I (1997). „The cleavage of host cell proteins by HIV-1 protease.”. Folia Biol. (Praha). 42 (5): 227—30. PMID 8997639. doi:10.1007/BF02818986.
- Schor SL, Schor AM (2003). „Phenotypic and genetic alterations in mammary stroma: implications for tumour progression.”. Breast Cancer Res. 3 (6): 373—9. PMC 138703 . PMID 11737888. doi:10.1186/bcr325.
- Przybysz M, Katnik-Prastowska I (2002). „[Multifunction of fibronectin]” [Multifunction of fibronectin]. Postȩpy higieny i medycyny doświadczalnej (на језику: Polish). 55 (5): 699—713. PMID 11795204.
- Rameshwar, P.; Oh, H. S.; Yook, C.;  . (2003). „Substance p-fibronectin-cytokine interactions in myeloproliferative disorders with bone marrow fibrosis.”. Acta Haematol. 109 (1): 1—10. PMID 12486316. doi:10.1159/000067268.
- Cho J, Mosher DF (2006). „Role of fibronectin assembly in platelet thrombus formation.”. J. Thromb. Haemost. 4 (7): 1461—9. PMID 16839338. doi:10.1111/j.1538-7836.2006.01943.x.
- Schmidt DR, Kao WJ (2007). „The interrelated role of fibronectin and interleukin-1 in biomaterial-modulated macrophage function.”. Biomaterials. 28 (3): 371—82. PMID 16978691. doi:10.1016/j.biomaterials.2006.08.041.
- Dallas SL, Chen Q, Sivakumar P (2006). „Dynamics of assembly and reorganization of extracellular matrix proteins.”. Curr. Top. Dev. Biol. 75: 1—24. PMID 16984808. doi:10.1016/S0070-2153(06)75001-3.
- Hynes, Richard O. (1990). Fibronectins. Berlin: Springer-Verlag.

## Spoljašnje veze
- Fibronektin protein
- Fibronectin на 
- Molekulske interakcije fibronektina

 Mediji vezani za članak Fibronektin na Vikimedijinoj ostavi